# خوان خوسيه رامون مانغاس
خوان خوسيه رامون مانغاس (بالإسبانية: Juan José Román Mangas، ولد في 23 نوفمبر 1962، سييتي إغليسياس، بلد الوليد، إسبانيا) رياضي إسباني. تنافس في رياضة كانو- كاياك (الكانوي)، تخصص في سباق الكاياك (Kayak).
حصل على الميدالية الذهبية في بطولات العالم للكانو كاياك عام 1991.

## إنجازاته

### بطولة العالم للكانو كاياك (الكانوي)
- 1991 باريس  فرنسا:  ميدالية ذهبية في سباق الكاياك «كي 2» لمسافة 500 متر.
- 1991 باريس  فرنسا:  ميدالية فضية في سباق الكاياك «كي 2» لمسافة 1.000 متر.
- 1993 كوبنهاغن  الدنمارك:  ميدالية برونزية في سباق الكاياك «كي 2» لمسافة 500 متر.

## روابط خارجية
- خوان خوسيه رامون مانغاس على موقع أوليمبيديا (الإنجليزية)